# Джанкшен (Юта)
Джанкшен (англ. Junction) — місто (англ. town) в США, в окрузі Пают штату Юта. Населення — 212 особи (2020).

## Географія
Джанкшен розташований за координатами 38°14′18″ пн. ш. 112°13′29″ зх. д. / 38.23833° пн. ш. 112.22472° зх. д. (38.238334, -112.224662).  За даними Бюро перепису населення США в 2010 році місто мало площу 38,86 км², з яких 37,39 км² — суходіл та 1,48 км² — водойми. В 2017 році площа становила 35,35 км², з яких 34,17 км² — суходіл та 1,18 км² — водойми.

### Клімат
Місто знаходиться у зоні, котра характеризується вологим континентальним кліматом з теплим літом. Найтепліший місяць — липень із середньою температурою 21.9 °C (71.4 °F). Найхолодніший місяць — січень, із середньою температурою -3.1 °С (26.5 °F).
| Клімат Джанкшена        | Клімат Джанкшена | Клімат Джанкшена | Клімат Джанкшена | Клімат Джанкшена | Клімат Джанкшена | Клімат Джанкшена | Клімат Джанкшена | Клімат Джанкшена | Клімат Джанкшена | Клімат Джанкшена | Клімат Джанкшена | Клімат Джанкшена | Клімат Джанкшена |
| Показник                | Січ.             | Лют.             | Бер.             | Квіт.            | Трав.            | Черв.            | Лип.             | Серп.            | Вер.             | Жовт.            | Лист.            | Груд.            | Рік              |
| Абсолютний максимум, °C | 20,6             | 21,1             | 26,1             | 32,8             | 32,8             | 38,3             | 38,3             | 37,8             | 35,6             | 32,8             | 25,6             | 21,1             | 38,3             |
| Середній максимум, °C   | 4,7              | 7,4              | 11,2             | 16,4             | 21,6             | 27,3             | 31,1             | 29,8             | 26               | 19,3             | 12,1             | 5,9              | 17,7             |
| Середня температура, °C | −3,1             | 0,1              | 3,2              | 7,9              | 12,8             | 17,7             | 21,9             | 20,8             | 16,4             | 9,9              | 3,3              | −1,7             | 9,1              |
| Середній мінімум, °C    | −10,7            | −7,2             | −4,7             | −0,6             | 4                | 8,1              | 12,7             | 11,8             | 6,7              | 0,4              | −5,6             | −9,2             | 0,4              |
| Абсолютний мінімум, °C  | −35,6            | −31,1            | −19,4            | −12,2            | −10,6            | −3,9             | 1,1              | 1,1              | −9,4             | −12,8            | −23,9            | −32,8            | −35,6            |
| Норма опадів, мм        | 14               | 14               | 17               | 16               | 18               | 13               | 24               | 27               | 21               | 17               | 14               | 14               | 210              |
| Днів з опадами          | 4                | 4                | 5                | 5                | 5                | 3                | 6                | 7                | 4                | 3                | 3                | 4                | 53               |
| ----------------------- | ---------------- | ---------------- | ---------------- | ---------------- | ---------------- | ---------------- | ---------------- | ---------------- | ---------------- | ---------------- | ---------------- | ---------------- | ---------------- |
| Джерело: Weatherbase    |                  |                  |                  |                  |                  |                  |                  |                  |                  |                  |                  |                  |                  |

## Демографія
Згідно з переписом 2010 року, у місті мешкала 191 особа в 68 домогосподарствах у складі 48 родин. Густота населення становила 5 осіб/км².  Було 115 помешкань (3/км²).
Расовий склад населення:
| - 96,9 % — білих - 2,6 % — азіатів |

До двох чи більше рас належало 0,5 %. Частка іспаномовних становила 3,1 % від усіх жителів.
За віковим діапазоном населення розподілялося таким чином: 34,6 % — особи молодші 18 років, 49,2 % — особи у віці 18—64 років, 16,2 % — особи у віці 65 років та старші. Медіана віку мешканця становила 33,9 року. На 100 осіб жіночої статі у місті припадало 91,0 чоловіків;  на 100 жінок у віці від 18 років та старших — 86,6 чоловіків також старших 18 років.
Середній дохід на одне домашнє господарство  становив 46 375 доларів США (медіана — 36 875), а середній дохід на одну сім'ю — 50 714 долари (медіана — 45 417). Медіана доходів становила 38 333 долари для чоловіків та 16 364 долари для жінок. За межею бідності перебувало 26,7 % осіб, у тому числі 58,7 % дітей у віці до 18 років та 0,0 % осіб у віці 65 років та старших.
Цивільне працевлаштоване населення становило 58 осіб. Основні галузі зайнятості: роздрібна торгівля — 19,0 %, будівництво — 17,2 %, сільське господарство, лісництво, риболовля — 17,2 %.